# Dancing with the Stars (Magyarország, negyedik évad)
A Dancing with the Stars  című táncos show-műsor negyedik évada 2023. október 14-én vette kezdetét a TV2-n.
2023 márciusában Fischer Gábor bejelentette, hogy 2023-ban elindul a műsor negyedik évadja. A negyedik évad szereplőit szeptember 5-én mutatták be. 
A két műsorvezető változatlanul Lékai-Kiss Ramóna és Stohl András volt. A negyedik évadban Bereczki Zoltán már nem volt zsűritag. Ördög Nóra, Szente Vajk és Juronics Tamás ebben az évadban is a zsűri tagjai voltak. A TV2 Play-en futó Dirty Dancing Live és a Dancefloor című háttérműsorokat ebben az évadban is Gelencsér Tímea vezette. Az évad nyolc részes volt, és szombatonként sugározta a TV2. A döntőre december 2-án került sor, ahol a negyedik széria győztes párosa Krausz Gábor és Mikes Anna lett.

## Az évad újításai
Az idei évadban már nem élő zenére táncolnak a párosok. A veszélyzónába idén kettő helyett, három páros került és közülük a zsűri mentett meg egyet, egyet pedig a közönség és a 4 tagú zsűri 3 tagúra csökkent. Emellett a döntőbe jutott párosokra az elődöntő végétől lehet szavazni emelt díjas telefonhívással.

## Összesített eredmények
Az évad újítása, hogy három páros került a veszélyzónába és közülük a zsűri mentett meg egyet, a másik kettő páros sorsa a már jól ismert kétperces villámszavazáson dőlt el. Az elődöntőben két páros került a veszélyzónába. A verseny során a TV2 Live applikációval és emelt díjas telefonhívással is lehet szavazni. Egy emelt díjas hívás 5 applikációs szavazatot ér.
     A páros továbbjutott

     A páros benne volt az utolsó háromban és a zsűri juttatta tovább

     A páros benne volt az utolsó háromban/kettőben és a közönség mentette meg

     A páros kiesett
| #   | Párosok              | Párosok         | 1. adás (október 14.) | 2. adás (október 21.) | 3. adás (október 28.) | 4. adás (november 4.) | 5. adás (november 11.) | 6. adás (november 18.) | 7. adás (november 25.) | 8. adás (december 2.)     |
| #   | Amatőrök             | Profik          | 1. adás (október 14.) | 2. adás (október 21.) | 3. adás (október 28.) | 4. adás (november 4.) | 5. adás (november 11.) | 6. adás (november 18.) | 7. adás (november 25.) | 8. adás (december 2.)     |
| --- | -------------------- | --------------- | --------------------- | --------------------- | --------------------- | --------------------- | ---------------------- | ---------------------- | ---------------------- | ------------------------- |
| 1.  | Krausz Gábor         | Mikes Anna      | Továbbjutottak        | Továbbjutottak        | Továbbjutottak        | Továbbjutottak        | Továbbjutottak         | Továbbjutottak         | Veszélyzóna            | 1. helyezettek a döntőben |
| 2.  | Marics Peti          | Stana Alexandra | Továbbjutottak        | Továbbjutottak        | Továbbjutottak        | Továbbjutottak        | Továbbjutottak         | Továbbjutottak         | Továbbjutottak         | 2. helyezettek a döntőben |
| 3.  | T. Danny             | Lissák Laura    | Továbbjutottak        | Továbbjutottak        | Továbbjutottak        | Továbbjutottak        | Továbbjutottak         | Továbbjutottak         | Továbbjutottak         | 3. helyezettek a döntőben |
| 4.  | Radics Gigi          | Baranya Dávid   | Továbbjutottak        | Továbbjutottak        | Továbbjutottak        | Továbbjutottak        | Veszélyzóna            | Veszélyzóna            | Veszélyzóna            | Kiestek a 7. adásban      |
| 5.  | Hunyadi Donatella    | Bődi Dénes      | Továbbjutottak        | Továbbjutottak        | Veszélyzóna           | Továbbjutottak        | Továbbjutottak         | Veszélyzóna            | Kiestek a 6. adásban   | Kiestek a 6. adásban      |
| 6.  | Király Linda         | Suti András     | Továbbjutottak        | Továbbjutottak        | Továbbjutottak        | Veszélyzóna           | Veszélyzóna            | Kiestek az 5. adásban  | Kiestek az 5. adásban  | Kiestek az 5. adásban     |
| 7.  | Szabó András (Csuti) | Tóth Katica     | Továbbjutottak        | Veszélyzóna           | Továbbjutottak        | Veszélyzóna           | Kiestek a 4. adásban   | Kiestek a 4. adásban   | Kiestek a 4. adásban   | Kiestek a 4. adásban      |
| 8.  | Eszenyi Enikő        | Hegyes Bertalan | Veszélyzóna           | Továbbjutottak        | Veszélyzóna           | Kiestek a 3. adásban  | Kiestek a 3. adásban   | Kiestek a 3. adásban   | Kiestek a 3. adásban   | Kiestek a 3. adásban      |
| 9.  | Sydney van den Bosch | Ádám Csaba      | Továbbjutottak        | Veszélyzóna           | Kiestek a 2. adásban  | Kiestek a 2. adásban  | Kiestek a 2. adásban   | Kiestek a 2. adásban   | Kiestek a 2. adásban   | Kiestek a 2. adásban      |
| 10. | Simon Kornél         | Szőke Zsuzsanna | Veszélyzóna           | Kiestek az 1. adásban | Kiestek az 1. adásban | Kiestek az 1. adásban | Kiestek az 1. adásban  | Kiestek az 1. adásban  | Kiestek az 1. adásban  | Kiestek az 1. adásban     |
|     |                      |                 |                       |                       |                       |                       |                        |                        |                        |                           |

### Átlag zsűri pontszámok
| Helyezés átlag alapján | Helyezés a versenyben | Páros                               | Adásonkénti pontszámok | Adásonkénti pontszámok | Adásonkénti pontszámok | Adásonkénti pontszámok | Adásonkénti pontszámok | Adásonkénti pontszámok | Adásonkénti pontszámok | Összpontszám | Táncok száma | Átlag |
| Helyezés átlag alapján | Helyezés a versenyben | Páros                               | 1                      | 2                      | 3                      | 4                      | 5                      | 6                      | 7                      | Összpontszám | Táncok száma | Átlag |
| ---------------------- | --------------------- | ----------------------------------- | ---------------------- | ---------------------- | ---------------------- | ---------------------- | ---------------------- | ---------------------- | ---------------------- | ------------ | ------------ | ----- |
| 1.                     | 2.                    | Marics Peti és Stana Alexandra      | 23                     | 25                     | 25                     | 27                     | 29                     | 27+30=57               | 30+28=58               | 245          | 9            | 27,2  |
| 2.                     | 3.                    | T. Danny és Lissák Laura            | 20                     | 22                     | 27                     | 28                     | 28                     | 30+27=57               | 30+30=60               | 242          | 9            | 26,8  |
| 3.                     | 4.                    | Radics Gigi és Baranya Dávid        | 24                     | 24                     | 23                     | 25                     | 27                     | 29+29=58               | 29+28=57               | 238          | 9            | 26,4  |
| 4.                     | 1.                    | Krausz Gábor és Mikes Anna          | 22                     | 22                     | 23                     | 26                     | 26                     | 27+27=54               | 27+29=56               | 229          | 9            | 25,4  |
| 5.                     | 5.                    | Hunyadi Donatella és Bődi Dénes     | 19                     | 23                     | 21                     | 27                     | 24                     | 22+26=48               |                        | 162          | 7            | 23,14 |
| 6.                     | 6.                    | Király Linda és Suti András         | 22                     | 23                     | 22                     | 24                     | 22                     |                        |                        | 113          | 5            | 22,6  |
| 7.                     | 8.                    | Eszenyi Enikő és Hegyes Bertalan    | 21                     | 19                     | 24                     |                        |                        |                        |                        | 64           | 3            | 21,3  |
| 8.                     | 7.                    | Szabó András (Csuti) és Tóth Katica | 19                     | 20                     | 24                     | 21                     |                        |                        |                        | 84           | 4            | 21    |
| 9.                     | 9.                    | Sydney van den Bosch és Ádám Csaba  | 17                     | 17                     |                        |                        |                        |                        |                        | 34           | 2            | 17    |
| 9.                     | 10.                   | Simon Kornél és Szőke Zsuzsanna     | 17                     |                        |                        |                        |                        |                        |                        | 17           | 1            | 17    |

A zöld pontszámok jelzik a legmagasabb pontszámot az adott héten
A piros pontszámok jelzik a legalacsonyabb pontszámot az adott héten

### Legmagasabb és legalacsonyabb zsűripontszámú produkciók
Az egyes táncok legmagasabb és legalacsonyabb pontszámú produkciói a zsűritagok pontozása alapján.
| Tánc            | Páros                                                 | Legmagasabb pontszám | Páros                               | Legalacsonyabb pontszám | Produkciók száma |
| --------------- | ----------------------------------------------------- | -------------------- | ----------------------------------- | ----------------------- | ---------------- |
| american smooth | Krausz Gábor és Mikes Anna                            | 26                   |                                     |                         | 1                |
| bécsi keringő   | Krausz Gábor és Mikes Anna                            | 27                   | Szabó András (Csuti) és Tóth Katica | 19                      | 3                |
| cha-cha-cha     | Marics Peti és Stana Alexandra                        | 30                   | Szabó András (Csuti) és Tóth Katica | 21                      | 6                |
| charleston      | Marics Peti és Stana Alexandra                        | 30                   | Király Linda és Suti András         | 24                      | 3                |
| country tánc    | Szabó András Csuti és Tóth Katica                     | 20                   |                                     |                         | 1                |
| hiphop          | T. Danny és Lissák Laura                              | 28                   | Marics Peti és Stana Alexandra      | 25                      | 3                |
| jive            | T. Danny és Lissák Laura Krausz Gábor és Mikes Anna   | 27                   | Eszenyi Enikő és Hegyes Bertalan    | 19                      | 5                |
| kortárs         | T. Danny és Lissák Laura                              | 30                   |                                     |                         | 1                |
| néptánc         | Sydney van den Bosch és Ádám Csaba                    | 17                   |                                     |                         | 1                |
| pasodoble       | Radics Gigi és Baranya Dávid                          | 29                   | T. Danny és Lissák Laura            | 20                      | 7                |
| quickstep       | Radics Gigi és Baranya Dávid T. Danny és Lissák Laura | 27                   | Sydney van den Bosch és Ádám Csaba  | 17                      | 4                |
| rumba           | Krausz Gábor és Mikes Anna                            | 29                   | Simon Kornél és Szőke Zsuzsanna     | 17                      | 6                |
| salsa           | Radics Gigi és Baranya Dávid                          | 29                   | Eszenyi Enikő és Hegyes Bertalan    | 21                      | 3                |
| samba           | T. Danny és Lissák Laura                              | 30                   | Király Linda és Suti András         | 22                      | 5                |
| showdance       | Radics Gigi és Baranya Dávid                          | 29                   | Krausz Gábor és Mikes Anna          | 22                      | 3                |
| slowfox         | Marics Peti és Stana Alexandra                        | 28                   |                                     |                         | 1                |
| tangó           | T. Danny és Lissák Laura                              | 30                   | Hunyadi Donatella és Bődi Dénes     | 19                      | 4                |

## Adások

### 1. adás (október 14.)
- Téma: Mindenki táncol!

| #  | Páros                               | Tánc          | Zene                                  | Zsűri pontszámok | Zsűri pontszámok | Zsűri pontszámok | Zsűri pontszámok | Eredmény        |
| #  | Páros                               | Tánc          | Zene                                  | Szente Vajk      | Ördög Nóra       | Juronics Tamás   | Összesen         | Eredmény        |
| -- | ----------------------------------- | ------------- | ------------------------------------- | ---------------- | ---------------- | ---------------- | ---------------- | --------------- |
| 1  | Krausz Gábor és Mikes Anna          | showdance     | "Introvertált dal" – Azahriah         | 8                | 7                | 7                | 22               | Továbbjutottak  |
| 2  | Hunyadi Donatella és Bődi Dénes     | tangó         | "Padam Padam" – Kylie Minogue         | 6                | 6                | 7                | 19               | Továbbjutottak  |
| 3  | T. Danny és Lissák Laura            | pasodoble     | "220 felett" – Neoton Família         | 7                | 6                | 7                | 20               | Továbbjutottak  |
| 4  | Király Linda és Suti András         | samba         | "Buttons" – Pussycat Dolls            | 7                | 7                | 8                | 22               | Továbbjutottak  |
| 5  | Szabó András (Csuti) és Tóth Katica | bécsi keringő | "Hold My Hand" – Lady Gaga            | 6                | 6                | 7                | 19               | Továbbjutottak  |
| 6  | Simon Kornél és Szőke Zsuzsanna     | rumba         | "Demons" – Imagine Dragons            | 7                | 5                | 5                | 17               | Kiestek         |
| 7  | Sydney van den Bosch és Ádám Csaba  | quickstep     | "You Can’t Hurry Love" – Dixie Chicks | 6                | 6                | 5                | 17               | Továbbjutottak  |
| 8  | Radics Gigi és Baranya Dávid        | cha-cha-cha   | "Dance The Night" – Dua Lipa          | 8                | 8                | 8                | 24               | Továbbjutottak  |
| 9  | Marics Peti és Stana Alexandra      | jive          | "Blinding Lights" – The Weeknd        | 8                | 8                | 7                | 23               | Továbbjutottak  |
| 10 | Eszenyi Enikő és Hegyes Bertalan    | salsa         | "Don’t Go Yet" – Camila Cabello       | 7                | 7                | 7                | 21               | Utolsó előttiek |

### 2. adás (október 21.)
- Téma: Tánc a Föld körül

| # | Páros                               | Tánc         | Zene                                                                                              | Zsűri pontszámok | Zsűri pontszámok | Zsűri pontszámok | Zsűri pontszámok | Eredmény        |
| # | Páros                               | Tánc         | Zene                                                                                              | Szente Vajk      | Ördög Nóra       | Juronics Tamás   | Összesen         | Eredmény        |
| - | ----------------------------------- | ------------ | ------------------------------------------------------------------------------------------------- | ---------------- | ---------------- | ---------------- | ---------------- | --------------- |
| 1 | Király Linda és Suti András         | pasodoble    | "Queen of Kings" – Alessandra Mele                                                                | 8                | 7                | 8                | 23               | Továbbjutottak  |
| 2 | T. Danny és Lissák Laura            | salsa        | "Cuba" – Gibson Brothers                                                                          | 8                | 7                | 7                | 22               | Továbbjutottak  |
| 3 | Eszenyi Enikő és Hegyes Bertalan    | jive         | "Je veux" – Zaz                                                                                   | 7                | 6                | 6                | 19               | Továbbjutottak  |
| 4 | Szabó András (Csuti) és Tóth Katica | country tánc | "Mr. Lonely" – Midland / "That Don't Impress Me Touch" – Shania Twain / "Cotton Eye Joe" – Rednex | 6                | 7                | 7                | 20               | Utolsó előttiek |
| 5 | Radics Gigi és Baranya Dávid        | tangó        | "Por una cabeza" – Horacio Rivera                                                                 | 8                | 8                | 8                | 24               | Továbbjutottak  |
| 6 | Marics Peti és Stana Alexandra      | rumba        | "A Love Before Time" – Coco Lee                                                                   | 8                | 9                | 8                | 25               | Továbbjutottak  |
| 7 | Sydney van den Bosch és Ádám Csaba  | néptánc      | "Zöld erdőben de magos" – Zűrös Banda                                                             | 6                | 5                | 6                | 17               | Kiestek         |
| 8 | Hunyadi Donatella és Bődi Dénes     | samba        | "Jogi" – Panjabi MC                                                                               | 7                | 8                | 8                | 23               | Továbbjutottak  |
| 9 | Krausz Gábor és Mikes Anna          | quickstep    | "L’Italiano" – Toto Cutugno                                                                       | 8                | 8                | 6                | 22               | Továbbjutottak  |

### 3. adás (október 28.)
- Téma: Több, mint tánc

| # | Páros                               | Tánc          | Zene                                      | Zsűri pontszámok | Zsűri pontszámok | Zsűri pontszámok | Zsűri pontszámok | Eredmény        |
| # | Páros                               | Tánc          | Zene                                      | Szente Vajk      | Ördög Nóra       | Juronics Tamás   | Összesen         | Eredmény        |
| - | ----------------------------------- | ------------- | ----------------------------------------- | ---------------- | ---------------- | ---------------- | ---------------- | --------------- |
| 1 | Marics Peti és Stana Alexandra      | hiphop        | "JUMPIN" – Pitbull                        | 8                | 8                | 9                | 25               | Továbbjutottak  |
| 2 | Király Linda és Suti András         | cha-cha-cha   | "Flowers" – Miley Cyrus                   | 7                | 8                | 7                | 22               | Továbbjutottak  |
| 3 | Hunyadi Donatella és Bődi Dénes     | rumba         | "Úgy szeretném meghálálni" – Kovács Kati  | 7                | 7                | 7                | 21               | Utolsó előttiek |
| 4 | Szabó András (Csuti) és Tóth Katica | pasodoble     | "I Wanna Be Your Slave" – Måneskin        | 8                | 8                | 8                | 24               | Továbbjutottak  |
| 5 | Krausz Gábor és Mikes Anna          | samba         | "Ego" – Willy William                     | 8                | 7                | 8                | 23               | Továbbjutottak  |
| 6 | Radics Gigi és Baranya Dávid        | bécsi keringő | "Ne engedj el" – Radics Gigi              | 8                | 7                | 8                | 23               | Továbbjutottak  |
| 7 | Eszenyi Enikő és Hegyes Bertalan    | tangó         | "Look What You Made Me Do" – Taylor Swift | 8                | 8                | 8                | 24               | Kiestek         |
| 8 | T. Danny és Lissák Laura            | jive          | "Wake Me Up Before You Go-Go" – Wham!     | 9                | 9                | 9                | 27               | Továbbjutottak  |

### 4. adás (november 4.)
- Téma: Disney 100
- Extra produkció: Kardffy Aisha – Kívánság

| # | Párosok                             | Tánc            | Zene | Rajzfilm                  | Zsűri pontszámok | Zsűri pontszámok | Zsűri pontszámok | Zsűri pontszámok | Eredmény        |
| # | Párosok                             | Tánc            | Zene | Rajzfilm                  | Szente Vajk      | Ördög Nóra       | Juronics Tamás   | Összesen         | Eredmény        |
| - | ----------------------------------- | --------------- | --- | ------------------------- | ---------------- | ---------------- | ---------------- | ---------------- | --------------- |
| 1 | Radics Gigi és Baranya Dávid        | samba           | "Ringat a víz" – Vass Gábor                                                                                        | A kis hableány            | 8                | 8                | 9                | 25               | Továbbjutottak  |
| 2 | Hunyadi Donatella és Bődi Dénes     | pasodoble       | "Erős légy!" – Stohl András, F. Nagy Zoltán, Hollósi Frigyes, Vincze Gábor Péter, Kálloy Molnár Péter, Auth Csilla | Mulan                     | 9                | 9                | 9                | 27               | Továbbjutottak  |
| 3 | T. Danny és Lissák Laura            | rumba           | "Egy új élmény" – Miller Zoltán, Janza Kata                                                                        | Aladdin                   | 10               | 9                | 9                | 28               | Továbbjutottak  |
| 4 | Szabó András (Csuti) és Tóth Katica | cha-cha-cha     | "Gyermekember" – Ákos                                                                                              | Tarzan                    | 7                | 7                | 7                | 21               | Kiestek         |
| 5 | Krausz Gábor és Mikes Anna          | american smooth | "Szépség és a szörny" – Galambos Erzsi                                                                             | A szépség és a szörnyeteg | 9                | 9                | 8                | 26               | Továbbjutottak  |
| 6 | Király Linda és Suti András         | charleston      | "Ma ő a főhős" – Tunyogi Bernadett, Janza Kata, Náray Erika, Fehér Adrienn, Tisza Bea                              | Herkules                  | 8                | 9                | 7                | 24               | Utolsó előttiek |
| 7 | Marics Peti és Stana Alexandra      | showdance       | "Un Poco Loco" – Anthony González, Gael García Bernal                                                              | Coco                      | 9                | 9                | 9                | 27               | Továbbjutottak  |

### 5. adás (november 11.)
- Téma: Retro Party

| #      | Párosok                         | Tánc      | Zene                                                 | Zsűri pontszámok | Zsűri pontszámok | Zsűri pontszámok | Zsűri pontszámok | Eredmény        |
| #      | Párosok                         | Tánc      | Zene                                                 | Szente Vajk      | Ördög Nóra       | Juronics Tamás   | Összesen         | Eredmény        |
| ------ | ------------------------------- | --------- | ---------------------------------------------------- | ---------------- | ---------------- | ---------------- | ---------------- | --------------- |
| 1      | Hunyadi Donatella és Bődi Dénes | jive      | "Kockahas" – Venus                                   | 8                | 8                | 8                | 24               | Továbbjutottak  |
| 2      | Krausz Gábor és Mikes Anna      | pasodoble | "Bye Bye Bye" – ’N Sync                              | 9                | 9                | 8                | 26               | Továbbjutottak  |
| 3      | Király Linda és Suti András     | rumba     | "Un-Break My Heart" – Toni Braxton                   | 7                | 8                | 7                | 22               | Kiestek         |
| 4      | Radics Gigi és Baranya Dávid    | quickstep | "I'm So Excited" – The Pointer Sisters               | 9                | 9                | 9                | 27               | Utolsó előttiek |
| 5      | T. Danny és Lissák Laura        | hiphop    | "Takarítónő" – Animal Cannibals                      | 9                | 10               | 9                | 28               | Továbbjutottak  |
| 6      | Marics Peti és Stana Alexandra  | samba     | "Bamboleo" – Gipsy Kings                             | 10               | 10               | 9                | 29               | Továbbjutottak  |
| Párbaj |                                 |           |                                                      |                  |                  |                  |                  |                 |
| 7      | Király Linda és Suti András     | samba     | "Tic, Tic Tac" – Carrapicho                          |                  | +1               | +1               | +2               |                 |
| 7      | Krausz Gábor és Mikes Anna      | samba     | "Tic, Tic Tac" – Carrapicho                          | +1               |                  |                  | +1               |                 |
| 8      | Hunyadi Donatella és Bődi Dénes | tangó     | "Voulez-Vous" – ABBA                                 | +1               | +1               |                  | +2               |                 |
| 8      | Radics Gigi és Baranya Dávid    | tangó     | "Voulez-Vous" – ABBA                                 |                  |                  | +1               | +1               |                 |
| 9      | Marics Peti és Stana Alexandra  | jive      | "Casino Twist", "Csavard fel a szőnyeget" – Hungária |                  | +1               | +1               | +2               |                 |
| 9      | T. Danny és Lissák Laura        | jive      | "Casino Twist", "Csavard fel a szőnyeget" – Hungária | +1               |                  |                  | +1               |                 |

### 6. adás (november 18.)
- Téma: Egyéjszakás kaland
- Extra produkció: Liptai Claudia, Molnár Andrea, Csonka András, Kolovratnik Krisztián – Hölgyválasz

| #           | Párosok                                        | Tánc          | Zene                                                                        | Zsűri pontszámok | Zsűri pontszámok | Zsűri pontszámok | Zsűri pontszámok | Eredmény        |
| #           | Párosok                                        | Tánc          | Zene                                                                        | Szente Vajk      | Ördög Nóra       | Juronics Tamás   | Összesen         | Eredmény        |
| ----------- | ---------------------------------------------- | ------------- | --------------------------------------------------------------------------- | ---------------- | ---------------- | ---------------- | ---------------- | --------------- |
| 1           | Marics Peti és Stana Alexandra                 | pasodoble     | "You Shook Me All Night Long" – AC/DC                                       | 9                | 9                | 9                | 27               | Továbbjutottak  |
| 2           | Hunyadi Donatella és Bődi Dénes                | cha-cha-cha   | "Last Friday Night (T.G.I.F.)" – Katy Perry                                 | 7                | 8                | 7                | 22               | Kiestek         |
| 3           | Krausz Gábor és Mikes Anna                     | bécsi keringő | "Világítótorony" – Berkes Olivér                                            | 9                | 9                | 9                | 27               | Továbbjutottak  |
| 4           | T. Danny és Lissák Laura                       | kortárs       | "Tattoo" – Loreen                                                           | 10               | 10               | 10               | 30               | Továbbjutottak  |
| 5           | Radics Gigi és Baranya Dávid                   | showdance     | "Unholy" – Sam Smith, Kim Petras                                            | 9                | 10               | 10               | 29               | Utolsó előttiek |
| Édes hármas |                                                |               |                                                                             |                  |                  |                  |                  |                 |
| 6           | T. Danny, Lissák Laura és Mikes Anna           | quickstep     | "Ünnepélyesen fogadom" – Anna and the Barbies                               | 9                | 9                | 9                | 27               |                 |
| 7           | Hunyadi Donatella, Bődi Dénes és Baranya Dávid | hiphop        | "Talk Dirty" – Jason Derulo feat. 2 Chainz                                  | 9                | 9                | 8                | 26               |                 |
| 8           | Marics Peti, Stana Alexandra és Lissák Laura   | charleston    | "No Diggity" – Blackstreet, Dr. Dre                                         | 10               | 10               | 10               | 30               |                 |
| 9           | Radics Gigi, Baranya Dávid és Bődi Dénes       | salsa         | "Hol van az a lány" – Fekete Vonat feat. Dr. BRS x Halott Pénz x Monkeyneck | 10               | 10               | 9                | 29               |                 |
| 10          | Krausz Gábor, Mikes Anna és Stana Alexandra    | cha-cha-cha   | "Blurred Lines" – Robin Thicke feat. T.I., Pharrell Williams                | 10               | 8                | 9                | 27               |                 |

### 7. adás – Elődöntő (november 25.)
- Téma: Legendák éjszakája

| # | Párosok                        | Tánc        | Zene                                                            | Zsűri pontszámok | Zsűri pontszámok | Zsűri pontszámok | Zsűri pontszámok | Eredmény        |
| # | Párosok                        | Tánc        | Zene                                                            | Szente Vajk      | Ördög Nóra       | Juronics Tamás   | Összesen         | Eredmény        |
| - | ------------------------------ | ----------- | --------------------------------------------------------------- | ---------------- | ---------------- | ---------------- | ---------------- | --------------- |
| 1 | Krausz Gábor és Mikes Anna     | jive        | "Ő még csak 14" – Locomotiv GT                                  | 9                | 9                | 9                | 27               | Utolsó előttiek |
| 5 | Krausz Gábor és Mikes Anna     | rumba       | "Dream On" – Aerosmith                                          | 10               | 10               | 9                | 29               | Utolsó előttiek |
| 2 | Radics Gigi és Baranya Dávid   | pasodoble   | "Circus" – Britney Spears                                       | 9                | 10               | 10               | 29               | Kiestek         |
| 6 | Radics Gigi és Baranya Dávid   | charleston  | "Wannabe" – Postmodern Jukebox                                  | 9                | 9                | 10               | 28               | Kiestek         |
| 3 | T. Danny és Lissák Laura       | samba       | "Bailando" – Enrique Iglesias ft. Descemer Bueno, Gente de Zona | 10               | 10               | 10               | 30               | Továbbjutottak  |
| 7 | T. Danny és Lissák Laura       | tangó       | "S&M" – Rihanna                                                 | 10               | 10               | 10               | 30               | Továbbjutottak  |
| 4 | Marics Peti és Stana Alexandra | cha-cha-cha | "The Way You Make Me Feel" – Michael Jackson                    | 10               | 10               | 10               | 30               | Továbbjutottak  |
| 8 | Marics Peti és Stana Alexandra | slowfox     | "Most élsz" – Máté Péter                                        | 9                | 10               | 9                | 28               | Továbbjutottak  |

### 8. adás – Döntő (december 2.)
A döntőben a zsűri már nem pontozott, csak szóban értékelték a produkciókat, kizárólag a nézői szavazatokon múlt a párosok sorsa. A döntős párosokra emelt díjas telefonhívással már az elődöntő végétől szavazhattak a nézők.
- Téma: Finálé (a zsűri által választott tánc, eddig még be nem mutatott tánc, az első adás tánca)
- Extra produkciók:
- Kiesett versenyzők (Eszenyi Enikő és Hegyes Bertalan, Hunyadi Donatella és Bődi Dénes, Király Linda és Suti András, Radics Gigi és Baranya Dávid, Simon Kornél és Szőke Zsuzsanna, Sydney van den Bosch és Ádám Csaba, Szabó András (Csuti) és Tóth Katica) produkciója
- Az eddigi győztesek (Gelencsér Tímea, Tóth Andi és Csobot Adél) produkciója

| # | Páros                          | Tánc            | Zene                                     | Eredmény       |
| - | ------------------------------ | --------------- | ---------------------------------------- | -------------- |
| 1 | T. Danny és Lissák Laura       | jive            | "Wake Me Up Before You Go-Go" – Wham!    | 3. helyezettek |
| 4 | T. Danny és Lissák Laura       | bécsi keringő   | "Hero" – Nickelback                      | 3. helyezettek |
| 7 | T. Danny és Lissák Laura       | pasodoble       | "220 felett" – Neoton Família            | 3. helyezettek |
| 2 | Marics Peti és Stana Alexandra | rumba           | "A Love Before Time" – Coco Lee          | 2. helyezettek |
| 5 | Marics Peti és Stana Alexandra | kortárs         | "vampire" – Olivia Rodrigo               | 2. helyezettek |
| 8 | Marics Peti és Stana Alexandra | jive            | "Blinding Lights" – The Weeknd           | 2. helyezettek |
| 3 | Krausz Gábor és Mikes Anna     | american smooth | "Szépség és a szörny" – Galambos Erzsi   | Győztesek      |
| 6 | Krausz Gábor és Mikes Anna     | tangó           | "House of Memories" – Panic at the Disco | Győztesek      |
| 9 | Krausz Gábor és Mikes Anna     | showdance       | "Introvertált dal" – Azahriah            | Győztesek      |

A nézői szavazatok alapján a negyedik évadot Krausz Gábor és Mikes Anna nyerte.

## Nézettség
A +4-es adatok a teljes lakosságra, a 18–59-es adatok a célközönségre vonatkoznak. A táblázat csak a TV2 által főműsoridőben sugárzott adások adatait mutatja.
| Epizód             | Vetítés            | Idősáv        | Teljes lakosság (+4) | Teljes lakosság (+4) | Teljes lakosság (+4) | Célközönség (18–59) | Célközönség (18–59) | Célközönség (18–59) | Forrás |
| Epizód             | Vetítés            | Idősáv        | AMR (fő)             | SHR (%)              | Heti helyezés        | AMR (fő)            | SHR (%)             | Heti helyezés       | Forrás |
| ------------------ | ------------------ | ------------- | -------------------- | -------------------- | -------------------- | ------------------- | ------------------- | ------------------- | ------ |
| 1. adás            | 2023. október 14.  | szombat 19:30 | 769 236              | 21,4                 | 2.                   | 293 362             | 16,2                | 6.                  | [ 3 ]  |
| 2. adás            | 2023. október 21.  | szombat 19:30 | 834 531              | 22,8                 | 1.                   | 326 408             | 17,1                | 4.                  | [ 4 ]  |
| 3. adás            | 2023. október 28.  | szombat 19:30 | 763 779              | 20,8                 | 2.                   | 295 288             | 15,2                | 5.                  | [ 5 ]  |
| 4. adás            | 2023. november 4.  | szombat 19:30 | 838 909              | 22,7                 | 2.                   | 334 883             | 17,3                | 3.                  | [ 6 ]  |
| 5. adás            | 2023. november 11. | szombat 19:30 | 812 056              | 21,4                 | 3.                   | 292 520             | 14,6                | 6.                  | [ 7 ]  |
| 6. adás            | 2023. november 18. | szombat 19:30 | 821 756              | 22,4                 | 2.                   | 314 536             | 16,2                | 6.                  | [ 8 ]  |
| 7. adás (Elődöntő) | 2023. november 25. | szombat 19:30 | 826 229              | 21,2                 | 1.                   | 316 832             | 15,6                | 4.                  | [ 9 ]  |
| 8. adás (Döntő)    | 2023. december 2.  | szombat 19:30 | 988 386              | 25,4                 | 1.                   | 421 887             | 20,8                | 2.                  | [ 10 ] |